# Джон Бэланс
Джон Бэ́ланс (англ. John Balance), настоящее имя Джеффри Лоуренс Бёртон (англ. Geoffrey Laurence Burton; 16 февраля 1962 — 13 ноября 2004) — британский музыкант и поэт, основатель и участник (совместно с Питером Кристоферсоном) электронной экспериментальной группы Coil. 
Сотрудничал со многими индустриальными проектами, в частности Current 93, Psychic TV и 23 Skidoo. 
Считается одной из самых влиятельных фигур в экспериментальной и индустриальной музыке.

## Биография
Джон Бэланс родился 16 февраля 1962 года, в городе Мансфилд на севере Англии. В школьные годы он носил фамилию отчима — Раштон.
В детстве Джон обожал пластилиновые фигуры, которых он обожествлял и приносил им жертвы. Он считал, что между животными и человеком нет какого-либо различия, он разговаривал с животными, вымышленными существами и духами. От подобных игр в подростковом возрасте у него появился заметный интерес к магии, он стремился к чтению произведений Кроули, несмотря на запреты обеспокоенных родителей. 
Всё время обучения в школе и после неё он чрезмерно употреблял галлюциногенные грибы.
К началу обучения в университете Джон бросил употребление наркотических веществ. После года обучения в университете он оставил академическую среду. Вместо этого он начинает работать с экспериментальной группой Psychic TV, где на то время были Алекс Фергюссон и Дженезис Пи-Орридж. 
Через Дженезиса и его группу Throbbing Gristle Джон познакомился с Берроузом (одним из его вдохновителей) и более осмысленным понятием повседневной жизни. В это же время он все больше углублялся в магию, которая с детских времен диктовала его интересы и помогала ему манипулировать людьми.
Следующим шагом в становлении Джона стало знакомство с произведениями Остина Османа Спейра, которого он считал своим главным вдохновителем. Если бы тот был жив в 80-е, то он бы был его «личным наставником или дедушкой магии Хаоса» со слов музыканта. Творчество Спейра оправдало для него тягу к магии и желаниям манипулировать самим собой и людьми посредством музыки. 
Джон погиб 13 ноября 2004 года у себя дома, находясь в состоянии алкогольного опьянения. Он потерял равновесие, перевалился через перила второго этажа и упал на деревянный пол на голову с высоты 4 метров. Он скончался в больнице.

## Дискография
| В составе Psychic TV - 1982 — «Just Drifting» (сингл) - 1983 — Dreams Less Sweet - 1984 — Berlin Atonal Vol. 2 - 1984 — N.Y. Scum - 1990 — Thee City ov Tokyo/Thee City ov New York - 1994 — Mein-Goett-In-Gen | В составе Current 93 - 1984 — LAShTAL - 1985 — Bar Maldoror - 1986 — Happy Birthday Pigface Christus - 1986 — In Menstrual Night - 1987 — Dawn - 1987 — Imperium - 1988 — Earth Covers Earth - 1988 — Peyrere - 1988 — Swastikas for Noddy - 1988 — The Red Face of God - 1989 — Crooked Crosses for the Nodding God - 1992 — Thunder Perfect Kiss - 1992 — Nature Unveiled - 1993 — Emblems: The Menstrual Years - 1993 — Hitler as Kaiki - 1994 — Lucifer Over London - 1995 — Where the Long Shadows Fall - 1996 — All the Pretty Little Horses - 1999 — Calling for Vanished Faces - 1999 — Misery Farm - 2001 — Cats Drunk on Copper |